# Christoph Hartmann (Benediktiner)
Christoph Hartmann (auch mit dem Zusatz von Frauenfeld; * um 1565 in Frauenfeld; † 12. April 1637 in der Propstei Sankt Gerold) war ein Schweizer Benediktinerpater und Bibliothekar. Er verfasste die erste umfassende Stiftsgeschichte des Klosters Einsiedeln.

## Leben

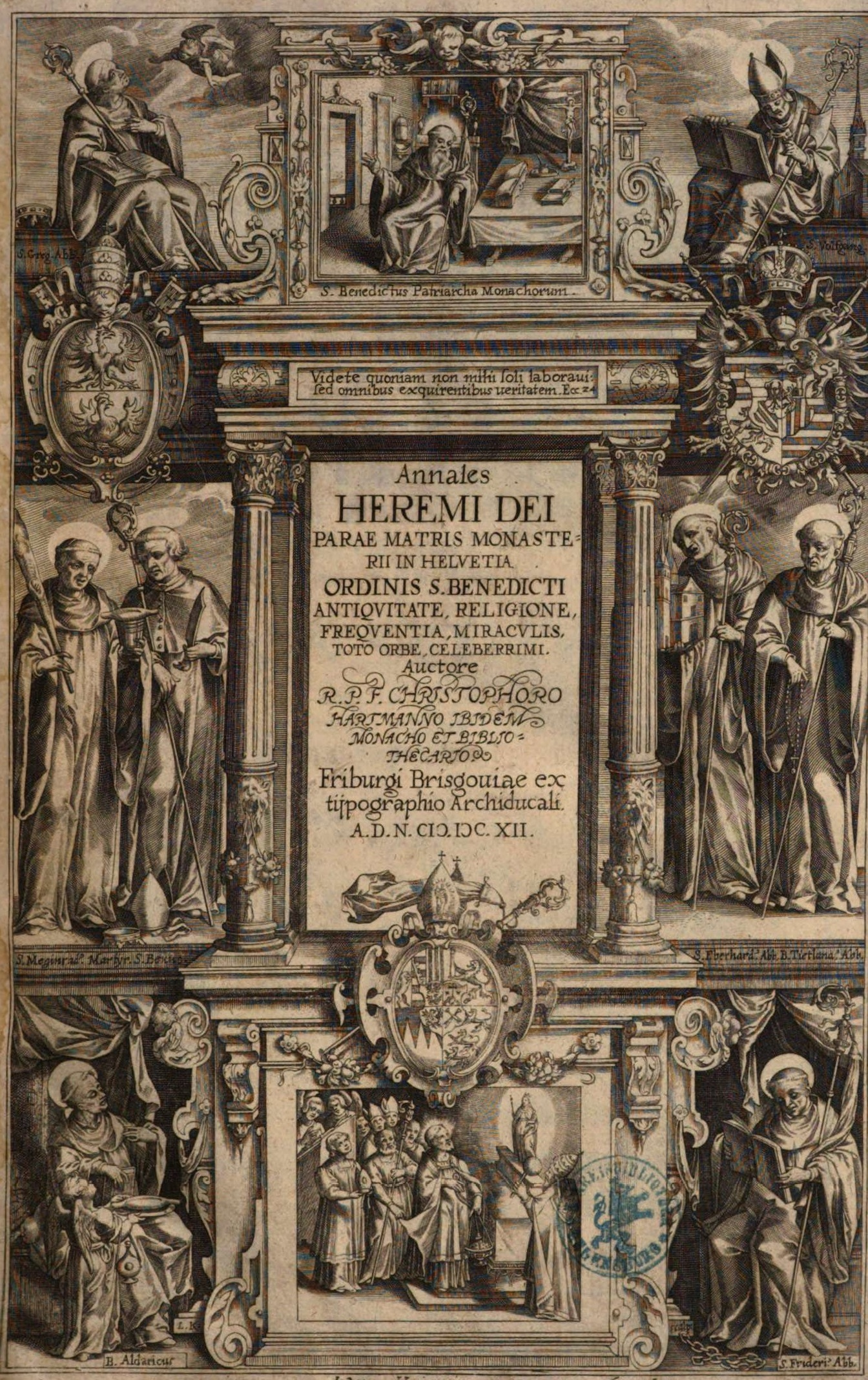
Titelseite von Hartmanns Annalen des Klosters Einsiedeln

Hartmann legte am 25. Dezember 1583 seine Profess im Kloster Einsiedeln ab. Sein Werdegang zuvor ist weitgehend unbekannt. Es folgte ein Studium in Mailand und Bologna. Als 1589 die Betreuung des Klosters Beinwil vom Kloster Einsiedeln übernommen wurde, kam Hartmann mit anderen Brüdern dorthin. Im April 1591 folgte seine Diakonweihe, am 22. Februar 1592 seine Priesterweihe. Aus Beinwil wurde er als Klosterbibliothekar nach Einsiedeln berufen.
Hartmann begann 1601, im Auftrag des Abtes Augustin Hofmann, die Stiftsgeschichte von Einsiedeln zu verfassen. Diese erschien mit einer Auflage von 1000 Exemplaren 1612 in Freiburg im Breisgau im Druck. 1612 begab er sich aus gesundheitlichen Gründen zum Sauerbrunnen nach Bad Griesbach im Schwarzwald, der zum Kloster Schuttern gehörte. Er war mit Franz Guillimann befreundet, mit dem er einen regen Briefwechsel unterhielt und dessen Bibliothek er, nachdem Guillimann verstorben war, für die Klosterbibliothek in Einsiedeln gewinnen konnte.
Hartmann wurde 1614 Propst von St. Gerold. In diesem Amt verstarb er am Mittagstisch an Ostern 1637 an einem Schlaganfall.

## Werke
- Annales Heremi Deiparae Matris Monasterii In Helvetia Ordinis S. Benedicti, Antiqvitate, Religione, Freqventia, Miracvlis, Toto Orbe, Celeberrimi. Freiburg im Breisgau 1612.
- Commentarius seu brevis historia rerum helveticarum. Nach Kantonen geordnet bis zum Jahre 1580, ungedruckt.